# Lars Edegran

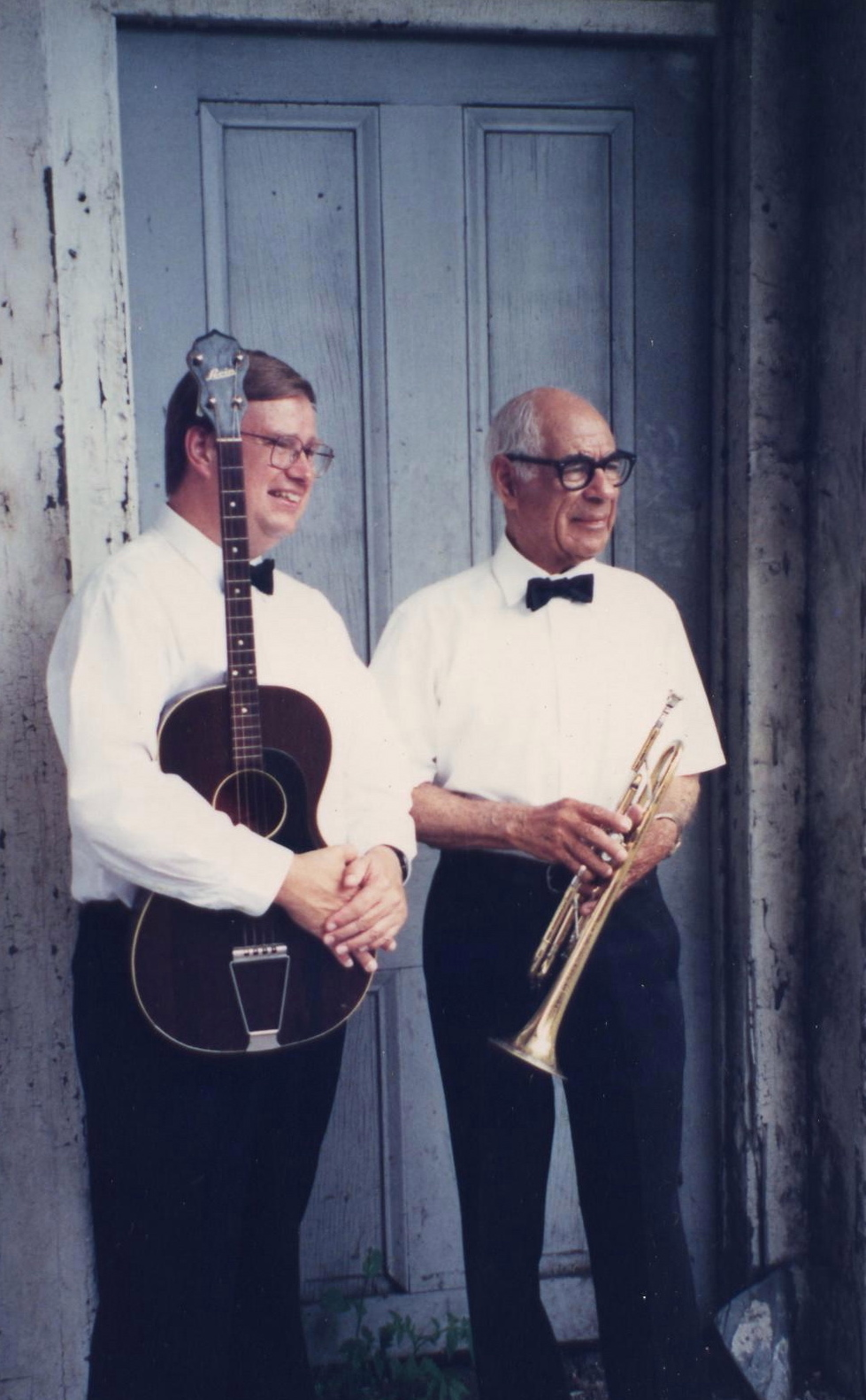
Lars Edegran mit dem Trompeter Lionel Ferbos, 1996

Lars Edegran (* 1944 in Stockholm) ist ein schwedischer, in den Vereinigten Staaten arbeitender Jazzmusiker (Gitarre, Banjo, Piano, Gesang, Arrangement, Bandleader), der als „einer der wichtigen Pianisten mit der Bewahrung des New Orleans Jazz beschäftigt“ ist.

## Leben und Wirken
Edegran spielte in Stockholm Anfang der 1960er-Jahre in der Formation Salty Dogs, mit der auch 1962 erste Aufnahmen entstanden. In den folgenden Jahren arbeitete er u. a. in Schweden mit der Imperial Band, bevor er in die Vereinigten Staaten zog, wo er in New Orleans mit Gruppen wie Sylvester Handy’s Band, Louis James Footwarmers, Dee Dee Pierce and His New Orleans Stompers und mit Percy Humphreys Hot Six arbeitete, außerdem mit Kid Cola, Earl Humphrey/Andrew Jefferson, Orange Kellin, Harold Dejean, Joe Watkins, Tony Fougerat und Johnny Wiggs. Ferner arbeitete er im Jazz-Archiv der Tulane University und gründete auf der Basis des wiederaufgefundenen Notenmaterials des Orchesterleiters John Robichaux 1967 das New Orleans Ragtime Orchestra, mit dem er 1970 auf dem Newport Jazz Festival gastierte.
In den 1970er-Jahren spielte Edegran weiterhin bei Percy Humphrey and the New Orleans Joymakers, außerdem mit Kid Thomas Valentine, Louis Gallaud und Earl Hines; mit dem New Orleans Ragtime Orchestra wirkte er 1977 beim Soundtrack von Louis Malles Film Pretty Baby mit. In den frühen 1980er-Jahren war er am New Yorker Broadway als Theatermusiker in Musicals und Revuen wie One Mo’ Time als Musiker und Arrangeur tätig; ferner tourte er mit den New Orleans Blue Serenaders in Europa.
In New Orleans arbeitete er in den folgenden Jahren mit seiner New Orleans Jazz Band (u. a. mit Norbert Susemihl, Fred Lonzo, Orange Kellin, Pud Brown, Butch Thompson, Frank Fields, Ernest Elly), in den 1990er Jahren auch mit der Preservation Hall Jazz Band, Sammy Rimington, Jacques Gauthé, Claude Luter, Doc Cheatham und Doc Houlind, außerdem mit Vokalistinnen wie Thais Clark, Topsi Chapman, Lillian Boutté und Cookie Gabriel. Ab den 2000er-Jahren arbeitete er weiterhin mit eigenen Formationen wie den Palm Court Jazz All Stars oder Lars Edegran & His Santa Claus Revelers, außerdem mit Joe Muranyi, Evan Christopher, Tommy Sancton und Wendell Eugene. Im Bereich des Jazz war er von 1962 bis 2015 an 132 Aufnahmesessions beteiligt.
Er trat auch in den Dokumentarfilm One Note at a Time (2016, Regie: Renee Edwards) auf.

## Diskographische Hinweise

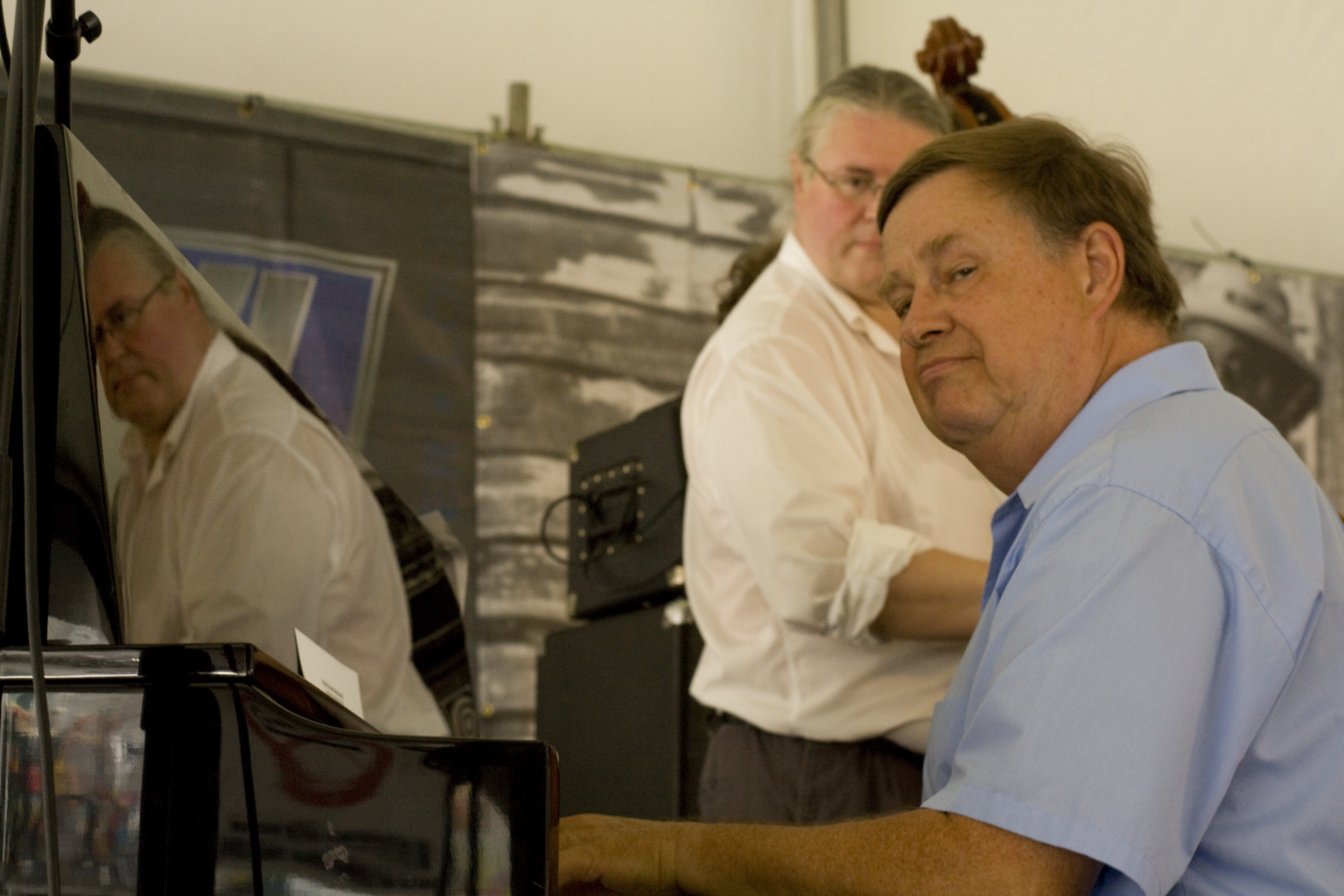
Lars Edegran (rechts) auf dem Satchmo SummerFest 2012

- Shout Sister Shout: Edegran Orchestra and the New Orleans Jazz Ladies (GHB Records, 1990)
- Lars Edegran and His New Orleans All Stars (GHB, 1994)
- Lars Edegran Presents Lionel Ferbos & John Robichaux (GHB, 1999)
- A Program of New Orleans Jazz, Blues & Spirituals (GHB, 1999)
- Crescent City Christmas (GHB, 1999)
- Palm Court Jazz All Stars (GHB, 2004)
- Sweet Hot and Lowdown (GHB, 2005)
- Lars Edegran presents Uncle Lionel (GHB, 2005), mit Lionel Batiste
- Triolian String Band (GHB, 2011)
- Hymns & Spirituals: Live at Trinity Church, New Orleans (2013)